# Jekyll (computación)
Jekyll es un generador simple para sitios web estáticos con capacidades de blog; adecuado para sitios web personales, de proyecto o de organizaciones. Fue escrito en lenguaje de programación Ruby por Tom Preston-Werner, el cofundador de GitHub, y se distribuye bajo la licencia de Código abierto MIT.

## Historia
Tom Preston-Werner lanzó a Jekyll en 2008. Cuando él mismo se fue de GitHub en abril de 2014, el proyecto perdió a su principal programador.
Jekyll empezó una tendencia de desarrollo: sitios web estáticos. En este tipo de sitios web la misma información es presentada a todos los usuarios, desde todos los contextos, dependiendo de las capacidades de los servidores web para gestionar el tipo de contenido o lenguaje del documento cuando tales versiones se encuentran disponibles y el servidor se encuentra configurado con la capacidad para hacerlo.

## Características
En lugar de usar bases de datos, Jekyll coge el contenido, en formato Markdown o Textile y plantillas Liqui y produce como resultado un sitio web completo estático listo para ser presentado mediante un servidor web tal como Servidor HTTP Apache, Nginx u otro. Jekyll es el motor de GitHub Pages, una funcionalidad de GitHub que permite a los usuarios hospedar sitios web desde sus repositorios del propio GitHub.
Jekyll es flexible y soporta contextos de aplicaciones web frontend tales como Bootstrap, o Semantic UI.

## Filosofía
De acuerdo con el archivo README de Jekyll, 

Jekyll hace lo que se le dice que haga, ni más, ni menos. No intenta suplantar a los usuarios con suposiciones atrevidas, ni les agobia con complejidad y configuración innecesaria. Dicho de forma simple, se aparta de tu camino y te permite concentrarte en aquello que realmente importa: su contenido.